# Florestina
|  | Aquest article tracta sobre el gènere de plantes. Si cerqueu les habitants de la Floresta, vegeu «la Floresta». |

Florestina és un gènere de plantes fanerògames inclòs a la família de les asteràcies. Comprèn deu espècies descrites i només vuit d'acceptades. Es distribueix des del sud dels Estats Units fins a Nicaragua. El gènere va ser descrit per Alexandre Henri Gabriel de Cassini i publicat en Bull. Sci. Soc. Philom. París 1817: 11. 1817. L'espècie tipus és Florestina pedata (Cav.) Cass.
Són herbes anuals que arriben a una grandària de 0,3-0,6 (-1) m d'alt, amb arrel axonomorfa, tiges purpúries, erectes, ramificades a la part superior, denses i curtament pubescents i estipitades - glandulars, ambdós tipus de tricomes patents als angles rectes cap a la tija. Fulles simples, peciolades i oposades de la meitat de la tija cap avall, tornant-se sèssils, bracteïformes i alternes cap a la part superior, triangulars a ovades, 2-8 cm de llarg i 1-6 cm d'ample, àpex arrodonit a agut, base truncada o fins a alguna cosa cordada, crenat - dentades, pubescents. Capítols en peduncles llargs, arreglats irregularment en un patró dicòtom; capítols discoides, obcònics, ca l
 cm d'alt; filàries 7-9, en una sèrie, àmpliament traslapades lateralment, patent - pubescents i estipitat-glandulars com les tiges i peduncles, 5 (-9) mm de llarg, purpúries, marges escariosos; receptacles nus; flòsculs 20, perfectes; corol·la tot just desigualment pentalobada, no veritablement zigomorfes, almenys en material d'herbari, 4-4,5 mm de llarg, rosades o purpúries. Aquenis obpiramidales o estretament cuneïformes, 4-5 mm de llarg, 4- angulats, cada cara 3- acostillada, tricomes incurvats i gairebé uncinades o absents; vil·là de vuit escates, amples i escarioses en base endurida, les quatre més llargues de fins a 4,5 mm de llarg, amb nervi principal excurrent, alternant amb 4 més curtes de fins a 3,5 mm de llarg i obtuses, ocasionalment totes de la mateixa longitud.
A continuació s'enumeren les espècies del gènere Florestina acceptades fins a juny de 2012, ordenades alfabèticament. Per a cadascuna s'indica el nom binomial seguit de l'autor, abreujat segons les convencions i usos.
- Florestina latifolia (DC.) Rydb.
- Florestina liebmannii Sch.Bip. ex Greenm.
- Florestina lobata B.L.Turner
- Florestina pedata (Cav.) Cass.
- Florestina platyphylla (B.L.Rob. & Greenm.) B.L.Rob. & Greenm.
- Florestina purpurea (Brandegee) Rydb.
- Florestina simplicifolia B.L.Turner
- Florestina tripteris DC.